# Isabela (Puerto Rico)
Isabela is een van de 78 gemeenten (municipio) in de vrijstaat Puerto Rico.
De gemeente heeft een landoppervlakte van 143 km² en telt 44.444 inwoners (volkstelling 2000).

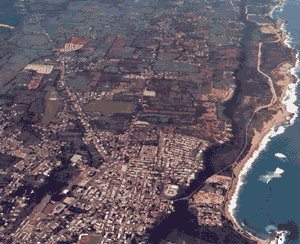
Isabela van boven gezien